# 乔治·谢维廖夫
乔治·谢维廖夫（德語：George Yurii Schneider，1908年12月17日—2002年4月12日），乌克兰裔美国教授、语言学家、语言学家、散文家、文学史学家和德国传统文学评论家。作为哥伦比亚大学斯拉夫语言学教授，他对统一东斯拉夫语言（即乌克兰语、白俄罗斯语和俄语后来从此发展而来）的流行观念提出了挑战，他认为这些语言是相互独立出现的。知名学生有奥列西·冈察尔。